# Automobiliste

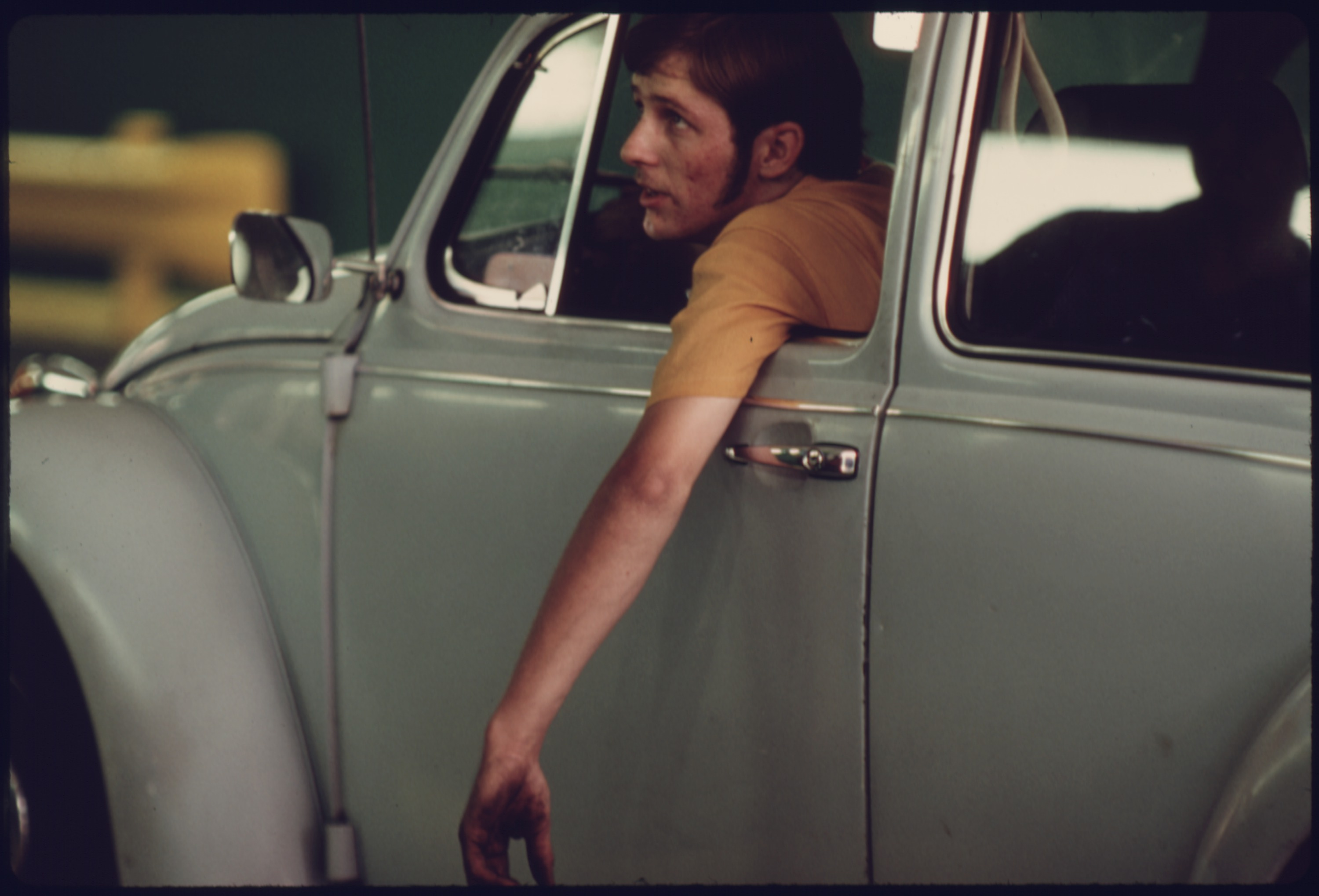
Un automobiliste en 1975 en train d'attendre dans une voiture, lors d'un test d'émission de polluant.

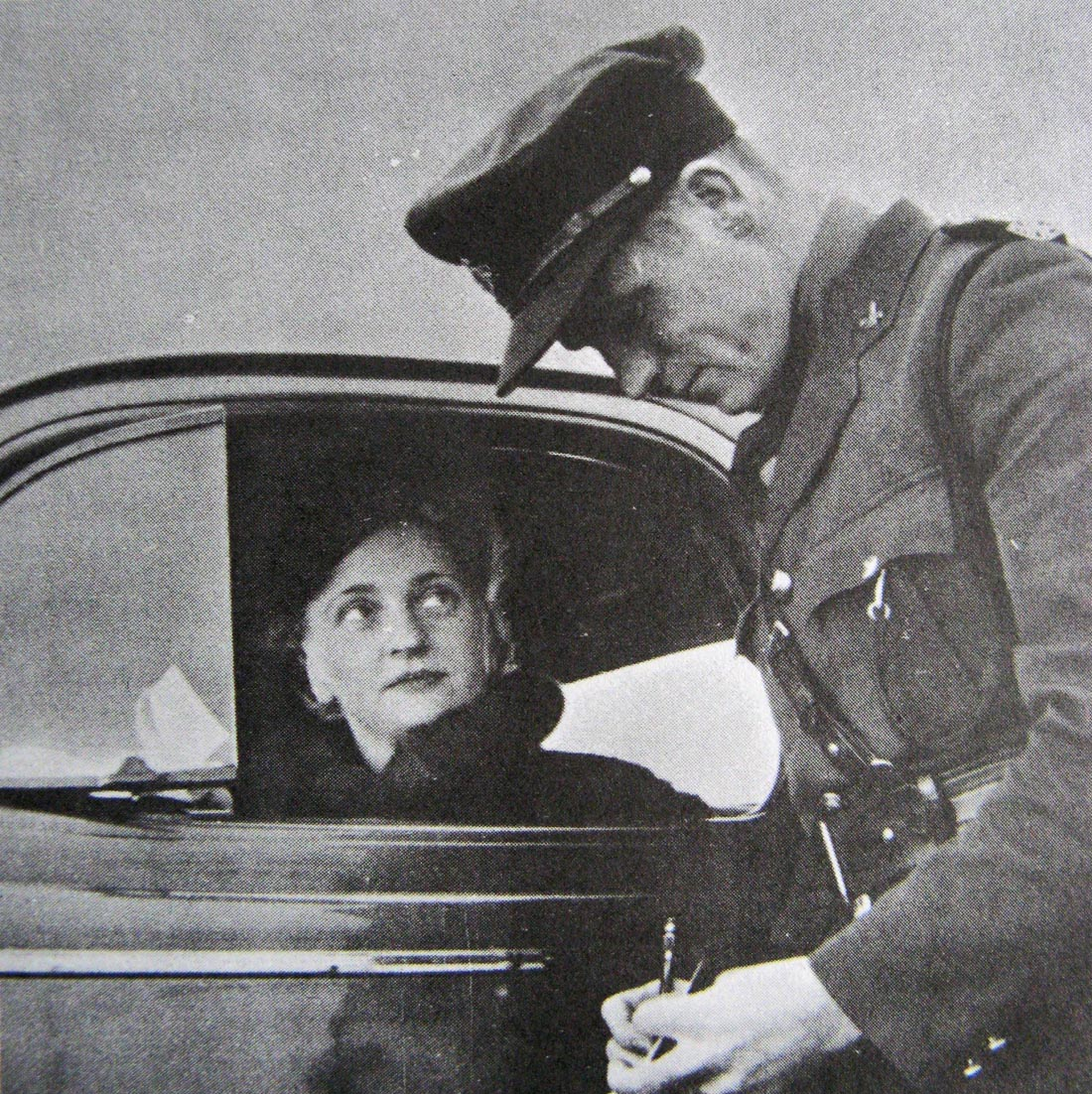
Une automobiliste en train d'avoir une contravention en 1939.

Un automobiliste est un conducteur d'une automobile. Si le terme inclut toujours le conducteur d'une automobile en fonctionnement, il peut aussi par extension désigner les personnes ayant la possibilité de conduire une automobile, soit uniquement par la possession d'un permis de conduire, soit par la possession de celui-ci mais également de la possession d'une automobile.

## Accession aux statuts d'automobiliste
L'obtention du permis de conduire, mais également de la possibilité morale et financière de conduire, peut être vu comme un rite de passage à l'âge adulte. Être automobiliste, voir posséder une voiture, est alors synonyme de liberté et d'indépendance.

## Groupement institutionnel
Il existe différents associations et clubs regroupant des automobilistes. Ces associations peuvent être des regroupements pour le plaisir, pour conduire des voitures de collections  (comme l'Automobile Club de France, la Fédération française des véhicules d'époque), mais également des regroupements visant à la défense des automobilistes sur les plans financier et juridique, représenté par des personnalités et associations telles que Christian Gerondeau, 40 millions d'automobilistes ou L'Automobile Club.